# 블랙 달리아 (영화)
《블랙 달리아》(The Black Dahlia)는 미국, 프랑스, 독일에서 제작된 브라이언 드 팔마 감독의 2006년 범죄, 드라마, 미스터리, 스릴러 영화이다. 동명의 소설 블랙 달리아를 각색한 작품이다. 조쉬 하트넷 등이 주연으로 출연하였고 루디 코엔 등이 제작에 참여하였다.
2006년 8월 30일 제63회 베니스 국제영화제에서 상영되었으며 2006년 9월 15일 미국에서 개봉되었다.

## 출연

### 주연
- 조쉬 하트넷
- 스칼렛 요한슨
- 아론 에크하트
- 힐러리 스웽크

### 조연
- 미아 커쉬너
- 마이크 스타
- 피오나 쇼우
- 패트릭 피슬러
- 제임스 오티스
- 존 카바나흐
- 트로이 에반스
- 안소니 러셀
- 페페 세르나
- 앵거스 막클네스
- 레이첼 마이너
- 빅터 맥기어
- 그레그 헨리
- 제미마 루퍼
- 로즈 맥고완

## 기타
- 원작자: 제임스 엘로이
- 제작팀장: 조던 케슬러
- 제작관리: 맨프리드 D. 헤이드
- 제작관리: 거드 코이클린
- 라인프로듀서: 마이클 P. 플래니건
- 믹싱: 장 폴 뮤젤
- 미술: 단테 페레티
- 의상: 제니 비번
- 배역: 루시 보울팅
- 배역: 조한나 레이